# Kinley
Kinley es un pueblo canadiense situado en la provincia de Saskatchewan.

## Superficie
Kinley tiene una superficie de 1,18 km².

## Demografía
En 2021, tenía 60 habitantes, una densidad poblacional de 51 hab./km², y 34 viviendas.